# Admiral (SFRJ)
Admiral (srbohrvaško: Admiral) je bil admiralski vojaški čin Jugoslovanske vojne mornarice, ki je delovala v sestavi Jugoslovanske ljudske armade.
V Kopenski vojski in Jugoslovanskem vojnem letalstvu mu je ustrezal čin generalpolkovnika, v trenutni Natovi shemi činov (STANAG 2116) ustreza razredu OF-9 in v Slovenski vojski mu ustreza čin admirala.